# 73079 Девідбалтімор
73079 Девідбалтімор (73079 Davidbaltimore) — астероїд головного поясу, відкритий 14 квітня 2002 року.
Тіссеранів параметр щодо Юпітера — 3,436.